# نیدرزاکسن

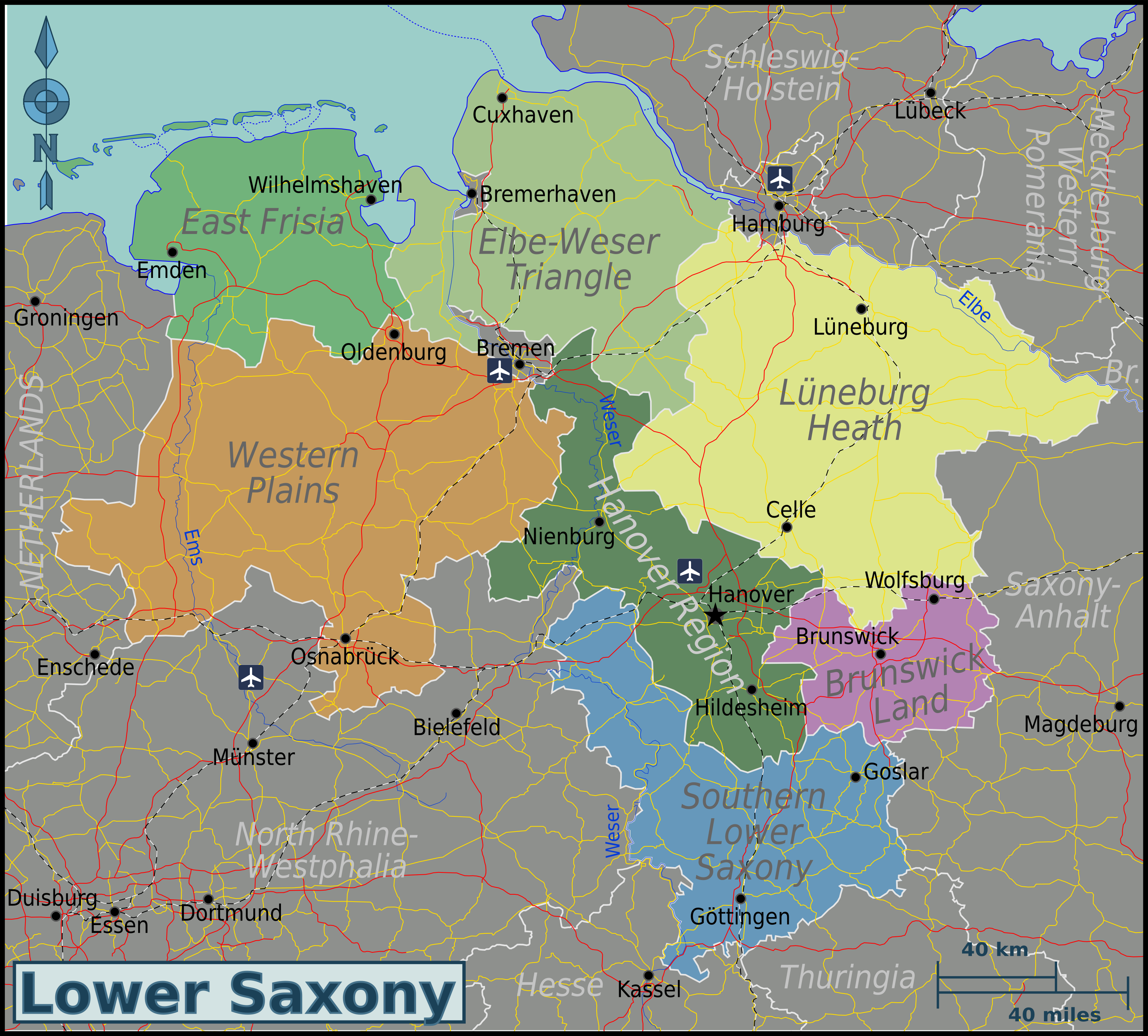
نقشهٔ نیدرزاکسن

نیدِرزاکْسِن (آلمانی: Niedersachsen [ˈni:dɐzaksn̩] (); آلمانی سفلی: Neddersassen)، یک ایالت در آلمان است؛ که در شمال غرب این کشور قرار دارد. نیدرزاکسن، با مساحتی بالغ بر ۴۷٬۶۱۴ کیلومتر مربع (۱۸٬۳۸۴ مایل مربع) دومین ایالت بزرگ آلمان محسوب می‌شود و با دارا بودن ۸ میلیون نفر جمعیت، چهارمین ایالت این کشور از نظر جمعیت است. در نواحی روستایی این ایالت، زبان‌های نیدرزاکسنی شمالی و فریسی ساترلند همچنان تکلم می‌شوند.
نیدرزاکسن (از شمال و در جهت عقربه‌های ساعت) با دریای شمال، ایالت‌های شلسویگ-هولشتاین، هامبورگ، مکلنبورگ-فورپومرن، براندنبورگ، زاکسن-آنهالت، تورینگن، هسن و نوردراین-وستفالن، و کشور هلند مرز مشترک دارد. علاوه بر این، دو درون‌بوم و برون‌بوم ایالت برمن در نیدرزاکسن واقع شده‌اند که شامل شهر برمن و بندر آن، برمرهافن می‌شود؛ بنابراین، نیدرزاکسن بیش از هر ایالت دیگری در آلمان، با ایالت‌های دیگر همسایه است. بزرگ‌ترین شهرهای ایالت عبارتند از: پایتخت ایالت هانوفر، براونشوایگ، لونبورگ، اسنابروک، اولدنبورگ، هیلدس‌هایم، زالتسگیتر، وولفسبرگ، و گوتینگن.
نیدرزاکسن تنها ایالتی است که هم مناطق دریایی و هم مناطق کوهستانی را در بر می‌گیرد. منطقهٔ شمال غربی این ایالت، در ساحل دریای شمال، East Frisia نامیده می‌شود و شامل جزایر فریسی شرقی است. در منتهی‌الیه غرب نیدرزاکسن، منطقهٔ امسلند قرار دارد که یک منطقهٔ اقتصادی نوظهور اما نسبتاً کم‌جمعیت، است که زمانی تحت سلطهٔ باتلاق‌های غیرقابل دسترس بود. نیمهٔ شمالی نیدرزاکسن به عنوان دشت آلمان شمالی شناخته می‌شود، به جز تپه‌های اطراف ایالت برمن، باقی ایالت تقریباً مسطح است. در سمت جنوب و جنوب غربی، بخش‌های شمالی ارتفاعات مرکزی قرار دارند: کوه‌های وزر و هارتس. بین این دو، تپه‌های نیدرزاکسن، طیفی از برآمدگی‌های کم ارتفاع قرار دارد.
شهرهای بزرگ و مراکز اقتصادی نیدرزاکسن عمدتاً در بخش‌های مرکزی و جنوبی آن، یعنی هانوفر، براونشوایگ، اسنابروک، ولفسبورگ، زالتسگیتر، هیلدس‌هایم، و گوتینگن واقع شده‌اند. اولدنبورگ، در نزدیکی خط ساحلی شمال غربی، یکی دیگر از مراکز اقتصادی است. در قرون وسطی به دلیل استخراج نمک و تجارت آن و تا حدودی بهره‌برداری از خلاش، که تا دههٔ ۱۹۶۰ ادامه داشت، این منطقه ثروتمند شده بود. در شمال، رود البه نیدرزاکسن را از هامبورگ، شلسویگ-هولشتاین، مکلنبورگ-فورپومرن، و براندنبورگ جدا می‌کند. کرانه‌های جنوب البه به نام آلتِس لَند (سرزمین قدیمی) شناخته می‌شوند. به دلیل آب و هوای محلی ملایم و خاک حاصلخیز، این منطقه بزرگ‌ترین منطقهٔ پرورش میوه در ایالت است و سیب محصول اصلی آن محسوب می‌شود.
بخش اعظم قلمرو این ایالت جزوی از پادشاهی هانوفر بوده‌است و ایالت نیدرزاکسن نشان و دیگر نمادهای پادشاهی سابق را پذیرفته‌است. این کشور با ادغام ایالت هانوفر با سه ایالت کوچکتر در ۱ نوامبر ۱۹۴۶ ایجاد شد.

## شهرهای مهم
- هانوفر
- اولدنبورگ
- گوتینگن
- براونشوایگ
- ولفسبورگ
- کلاوستال-تسلرفلد
- هیلدسهایم
- هان

## زبان محلی
آلمانی سفلای غربی (یا ساکسون سفلا) نام گروهی از گویش‌های مختلف زبان آلمانی سفلاست که گویشوران آن در شمال غربی آلمان در ایالت‌های نیدرزاکسن، نوردراین-وستفالن (منطقه وستفالن)، برمن، هامبورگ، اشلسویگ-هولشتاین و زاکسن-آنهالت (مناطق اطراف ماگدبورگ) در آلمان و مناطقی از هلند (استان‌های خرونینگن، درنته، افریسل و شمال خلدرلاند) و مناطق جنوبی دانمارک را دربرمی گیرد. در زبان محاوره آلمانی به این زبان محلی پلت دویچ هم می‌گویند.